# Великожолудська сільська рада
Великожолудська сільська́ ра́да — колишній орган місцевого самоврядування в Володимирецькому районі Рівненської області. Адміністративний центр — село Великий Жолудськ.

## Загальні відомості
- Великожолудська сільська рада утворена в 1940 році.
- Територія ради: 65,509 км²
- Населення ради: 2 147 осіб (станом на 2001 рік)

## Населені пункти
Сільській раді були підпорядковані населені пункти:
- с. Великий Жолудськ
- с. Малий Жолудськ
- с. Мостище
- с. Чучеве

## Склад ради
Рада складалася з 16 депутатів та голови.
- Голова ради: Красько Іван Йосипович
- Секретар ради: Сергійчук Сергій Володимирович

### Керівний склад попередніх скликань
| ПІБ                    | Основні відомості                                                                     | Дата обрання | Дата звільнення |
| ---------------------- | ------------------------------------------------------------------------------------- | ------------ | --------------- |
| Красько Іван Йосипович | Сільський голова, 1957 року народження, освіта вища, член Української Народної Партії | 26.03.2006   | 31.10.2010      |
| Красько Іван Йосипович | Сільський голова, 1957 року народження, освіта вища, безпартійний                     | 31.10.2010   |                 |

Примітка: таблиця складена за даними сайту Верховної Ради України